# Korîtîșce, Turka
Korîtîșce (în ucraineană Коритище) este un sat în comuna Lastivka din raionul Turka, regiunea Liov, Ucraina.

## Demografie
Componența lingvistică a localității Korîtîșce
     Ucraineană (100%)
Conform recensământului din 2001, toată populația localității Korîtîșce era vorbitoare de ucraineană (100%).